# Helix aspersa
Helix aspersa е вид коремоного от семейство Helicidae.

## Разпространение
Видът е ендемичен за средиземноморския регион и Западна Европа, от северозападна Африка и Иберия, на изток до Мала Азия и на север от Британските острови.